# Proales granulosa
Proales granulosa är en hjuldjursart som beskrevs av Myers 1933. Proales granulosa ingår i släktet Proales och familjen Proalidae. Inga underarter finns listade i Catalogue of Life.